# 無口なウサギ
無口なウサギ（原題：Untalkative Bunny）は、イギリスとカナダの共同制作によるアニメシリーズ。
カナダではテレトゥーンで、日本ではカートゥーン ネットワークで2005年から放送されている。

## 概要
黄色いウサギと、大都市（ほとんどカナダのオタワがモデルとなっている）での生活を描いたアニメ。
話は主にウサギの現代生活を扱っており、しばしば超現実主義的な要素が入る。ダイエット、菜食主義、人種主義、環境主義といった“現代社会”要素が満ちている。
番組名は、主人公である黄色いウサギが、一言も話さない代わりに表情やボディランゲージを言葉として使っているところから来ている。
1話4～5分の5話で構成されており、5分間の話が第1シーズンのために65個作られた。その後、ドーン・ウィルトンが第1シーズンの脚本家たちを監督した状態で第2シーズンと第3シーズンが作られた。第3シーズンの一部の回は、イギリス側の脚本家が書いた。
このアニメのBGMは、フランスのジャズ作曲家マリー・ルイーズ・オルコールによってアレンジされたボサノバやジャズがほとんどである。
日本語版においては中尾良平と川名真知子の2人だけで全ての声を担当している。

### パイロット版『だんまりウサギ』
この番組のパイロット版は、日本で放送される際、ニコロデオンのカブラーム!という番組の中で、『だんまりウサギ』という邦題で放送された。

## 登場人物
ウサギ
このアニメの主人公。一言もしゃべらないウサギである。(12話の「ペイントボール」では叫んでいる描写がある)
体は黄色く、左右の耳は微妙に色が異なる。木造アパートの1階に一人で住んでいる。ニンジンが大好物で、生で食べることが多いが、スティックやケーキにして食べたりもする。
テレビとラジオが好きで、それが物語のきっかけになることが多い。よくテレビショッピングや新商品を見て、いろいろなものを購入するが、その時のお金の収入源は不明。
どちらの性別とも受け取れる行動をとっているため、ウサギの実際の性別ははっきりしていない。
リス
ウサギの友達。オレンジ色のリス。ウサギと同様一言もしゃべらない。ウサギと行動することが多くほとんどの話の中に登場する。公園の木に住んでおり野生だが、家の中に現代の電化製品などを持っている。ナッツが大好物で、中毒気味になることがある。
年下のリス2匹と一緒に住んでいる（息子と娘であると思われる）。親戚が多く、たまに登場する。また、オレンジ色以外にも、灰色や茶色、水色のリスもいる。
エミュー
ウサギの友達。不機嫌で、欲求不満で、気難しい青いエミュー。ウサギと同じアパートに住んでいて、ウサギのちょうど上の部屋である。しゃべることはないが、偶に鳥の鳴き声で鳴く。意地悪をしたり、時々意味不明な行動をとったりしてウサギやアパートの住民などに迷惑をかけることがある。ウサギ自身もエミューを避けていることがあるが、一緒にレストランやゲームセンターに行ったり、ウサギが自らエミューの家を訪ねたりと、仲が悪いわけではなさそうである。
ビーバー
カナダの国旗の帽子をかぶっている紫色のビーバー。ウサギとは友達だが、あまり一緒に出かける事はなく、登場回数も少ない。ウサギと同じアパートに住んでいて、ウサギの隣の部屋あたりに住んでいる。アイスホッケーが大好きで、自分でホッケーをするのも試合の観戦をするのも好き。アイスホッケーの事になると熱中して周りが見えなくなる。メープルシロップをかけた小枝が好物。
フレンドリー
声：川名真知子
ピンク色で雪だるまのような形をしている謎の生き物。少し自分勝手で、唐突に登場しウサギを困らせることが多い。
マングース
マングースという名前だが、サルのような外見をしている。人間に飼われている。隙あらばウサギを食おうとする。
モルモット（マーモット）

## サブタイトル
日本語版サブタイトル
1. 常夏のファンタジー (TROPICAL FANTASY)/あたたかいお隣さん (WARM NEIGHBOURS)/リスさんのホテル (SQUIRREL HOTEL)/ウサギパン (Bunny BuNS)/ホットなパーティ (HOT PARTY)
2. テレビよ、さらば (GOODBYE T.V.)/みんなのテレビ (A SHOW FOR EVERYONE)/よくばりゲーム(HOARD ALL YOU CAN)/びっくり生放送(REAL LiFE DRAMA)/テレビより大切なお友達 (Friends are better than Cable)
3. ベジタリアンヒーロー (VEGETARiAN ViGiLANTES)/ マラソン (MARATHON)/ ヘルシーにいこう! (SOCKS & SANDALS)/ ヨガ・マスター (YOGA MASTER)/ 無口なスケートボーダー(Silent SKater)
4. マダム・レインボーの占い (MISTRESS RAINBOW)/アイドルのコンサート (TEEN IDOL CONCERT FUN)/読書クラブ (BOOK CLUB)/無口の呪い (Fairy Tale curse)/ゲームに挑戦 (Video Game CHALLENGE)
5. うるさいぞ! (WHAT'S THAT NOiSE?)/ウサギ!ウサギ!ウサギ! (TOO MUCH BUNNY)/秘密の通路 (SECRET PASSAGEWAY)/静かなビーチへ (BEACH ESCAPE)/工事現場は危険がいっぱい (Don't Play At Construction Sites)
6. 仲よしこよし (Friendly Together)/リスの親族会 (Squirrel Family Reunion/ 生き別れの家族?めぐりあい  (Long Lost Llama)/ お見合いパーティー (Single Mixer)/ 出会いの電話  (Phone a Friend)
7. お食事のエチケット  (Eating with Manners)/ ジェントルマンの原則  (Opening Doors)/ 正しい毛づくろい(Froper Grooming)/ ペットのしつけ (Animal Obedience)/ マダム、ゲームセンターに現る (The Arcade)
8. 恐怖のナッツ飢饉 (The Last NUT)/ 謎の友だち (?MYSTERY FRiEND?)/ サイコ、アラ? (PSYCHOALAS)/ カナペ殺人事件(CANAPE KILLER)/波乗りウサギ、波に飲まれる (CONCERNED MARMOT SURFERS)
9. スマイル・マシン (Smile-A-Matic 3000)/ベティ・スー (Betty Sue)/サウンド&アロマテラピー (SOUND & SMELL)/自動販売機 (Vendor)/ ホームエステ (ROBOTIC HOME BEAUTY CENTRE DELUXE)
10. 歌手のラリー・トゥーンズ (Larry Tunes)/動物保護も楽じゃない (MARMOTEER)/チャリティ・パーティ (CHARiTY GALA)/ボランティア活動 (Volunteer Round Up) /森へ帰ろう(CATCH AND RELEASE)
11. 中世フェア  (Medieval Fair)  /整理整頓フェア  (Organization Fair) /食品フェア  (Food Fair) /インテリア・フェア  (Home Decor Fair) /フランチャイズ・フェア  (Franchise)
12. 風水で開運?  (Get a Lifestyle) /ペイントボール  (Paintball) /DJウサギ  (DJ Bun-E in the House)  /ウサギの湖  (Bunny Lake)  /美術館  (Art Museum)
13. 魅惑のりんご  (Temptation Hat)/ いたずらウサギ  (Practical Joker) / ハンググライダーに挑戦 (Recreational City Hang Gliding) /ポンコツ・ブルース (Dream Machine) /ウサギ、陶芸家になる  (Amazing Crockery)
14. レタス・マジック  (Lettuce Make Magic) /帽子の中には…  (Journey from the Bottom of the Hat) /うっかりマジシャン (Buttercups and Daisies) /だれでもマジシャン (Card on the Window) /ふわふわウサギ (Long Term Levitation)
15. 時計トラブル (Cuckoo Crisis)/夢のフサフサ計画 (Fue Ball) /遅刻恐怖症 (Late Phobia) /アリとの遭遇 (Futuristic Ant Encounter) /アンチ・エージング  (Youth Therapy)
16. ゴルフで対決  (Straight Down the Middle) /宝さがし (Treasure Hunt) /かくれんぼ  (Hide & Seek) /アレルギー恐怖症 (Soy Substitute Nut) /編物サークル  (Knitting Circle)
17. ゴーカート (Go-Karting) /電車の旅 (Day Trip) /ウサギ、カウボーイに挑戦 (Horceback Heroes) /ダンス・レッスン (Gotta Dance) / 歯医者なんて怖くない (That Certain Smile)
18. 視力検査  (Eye-Test) /植物のお世話  (Plant Pal) /お野菜アート  (Garnish Me Beautiful) /海の安全  (Seaside Safety) /ベビー・シッター  (Squirrel Sitting)
19. ハイテク・ホーム  (Home of the Future) / しゃっくり  (Hiccups) / 迷信  (Superstition) / ウサギの肖像  (Portrait of a Bunny) / バレンタイン (Secret Valentine)
20. 商品の中身  (Fairground Prizes) /アヒルの子守り (Duckling Patrol) /ストレス対策  (Stress Busting) /なまけ病 (Lazy Bones) /お箸 (Chopsticks)
21. ロボット犬  (Robotdog) /チェーンレター (Chain Letters) /最後の1ピース (The Missing Piece) /あこがれのお庭 (Urban Gardener) /コルセルジュ (Goldibunny)
22. 窓そうじ (Window Cleaner) / 明るい生活 (Let There Be Light) /ピアノのお稽古 (Piano Lesson) /カフェ (Café Society) /クールなパーティ (Cool Cat Jazz Bunny)
23. タクシー (Taxi Ride) /ホッケー (Hockey Fanatic) /博物館の警備員 (Museum Watchmen) /スーパーウサギ (Superbunny) /木を大切に… (Memories of the Forest)
24. 高級ホテルでお泊まり会 (Hotel Fabuloso) /コーヒーはダメよ! (Coffee Quitters) /ダブル・モカ (Double Mocha) /エステ (Aromatherapy Mud Wrap) /ホッケーのパック (Passing the Puck)
25. リスの新しいお友だち (Squirrel's New Friend) /ウサギ、カゼをひく (Bunny Catches a Cold) /シーッ! (Shhhhhh!) /自動車教習所 (Squirrel's Revenge Driving School) / 騎馬警察隊 (Musical Ride)
26. コインランドリー (Laundromat Life) /シール・マニア (Sticker Mania) /二重人格 (Split Personality) /珍しい昆虫 (Rare Stick Insect)/ 高所恐怖症 (Vertigo)

## スタッフ

### 日本語版スタッフ
- プロデューサー　鮎貝義家、下重聡
- 制作協力：株式会社ゾディアック